# 加博良斯卡山
48°13′32.5″N 24°46′41.9″E / 48.225694°N 24.778306°E
加博良斯卡山是烏克蘭的山峰，位於該國西部伊萬諾-弗蘭科夫斯克州，處於韋爾霍維納區，屬於烏克蘭喀爾巴阡山脈的一部分，海拔高度1,446米。